# مسجد ومدرسة أبو بكر مزهر
مسجد ومدرسة أبو بكر مزهر (٨٨٤ه‍ – ١٤٧٩م) تقع في حارة برجوان المتفرعة من شارع المعز لدين الله بحى الجمالية ، ويحدثنا المقريزى  ، عن حارة برجوان فيقول: إنها عرفت بهذا الاسم نسبة إلى الأمير برجوان وزير الخليفة الحاكم بأمر الله، وكان موقع هذه الحارة (في العصر الفاطمي) بالقرب من الميدان المجاور للقصر الغربي الصغير، ويعرف الآن بحى الخرتشف (الخرتشف: هو متخلفات وقود الحمامات، وكانت تلك المنطقة توجد بها حمامات القصور الفاطمية.) و الذي حرفته العامة فأصبح يعرف (بحى الخرنفش) وكان حى برجوان يشتمل على (دار برجوان ودار الضيافة ورحبة الأفيال).

## المنشئ
هو القاضي زين الدين أبو بكر محمد بن محمد بن أحمد بن مزهر الأنصاري الشافعي و هو كاتب السر وصاحب ديوان الإنشاء لدولة السلطان الأشرف أبو النصر قايتباى.

## وصفه
يتوسط المدرسة صحن مستطيل الشكل يبلغ مساحته (10 ×8.25) من المتر وارتفاعه 9.5 متر يغطيه سقف خشبى تتوسطه فتحة مثمنة الشكل (شخشيخة) طول كل ضلع منها 2.5 متر وارتفاعها 1.7 متر فتح بكل ضلع ثلاثة نوافذ مستطيلة، وتنخفض أرضية الصحن على الإيوانات الأربعة التي تحيط به بمقدار 0.25 متر ويغطى أرضية الصحن رخام متعدد الألوان في تكوينات هندسية جميلة.